# Saco de café

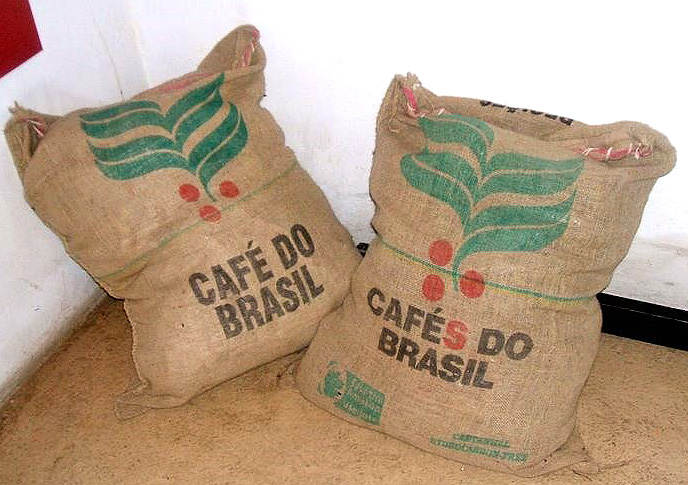
Dois sacos de café de juta brasileira

Um saco de café é um recipiente usado para transportar e armazenar café. Os grãos de café geralmente são transportados em grandes sacos de juta, enquanto o café vendido aos consumidores pode ser embalado como grãos ou café moído em um pequeno saco plástico selado.

## Café a granel
Grandes sacos a granel, sacos de serapilheira ou sacos de juta são tradicionalmente usados para armazenamento e transporte de grãos de café. Muitas vezes é feito de juta e tem um teor de 60 quilos, esse tipo de saco teve origem no Brasil e se tornou um padrão mundial. Tornou-se também uma unidade de medida até hoje, por exemplo, as estatísticas da FAO sobre a produção de café são expressas em sacas de 60 kg.
As fibras de juta são tratadas com óleo mineral, ou historicamente óleo de baleia, para melhorar a fiabilidade, o que levantou dúvidas sobre a contaminação do café por esses hidrocarbonetos, mas estudos posteriores mostraram que era infinitesimal. Sacos com fibras sintéticas (tecidos ou não tecidos) são comumente usados agora.
Uma vez usadas, essas sacolas decorativas podem ser recicladas ou recicladas para muitos usos, inclusive em roupas.
Os 60 kg começa a ser substituído por grandes sacos de polipropileno ou polietileno, como o contêiner intermediário flexível para granel. Estes são cada vez mais utilizados para as exportações de café - especialmente do Brasil. Os contêineres de transporte intermodais são comuns para o transporte internacional.

## Embalagens de consumo

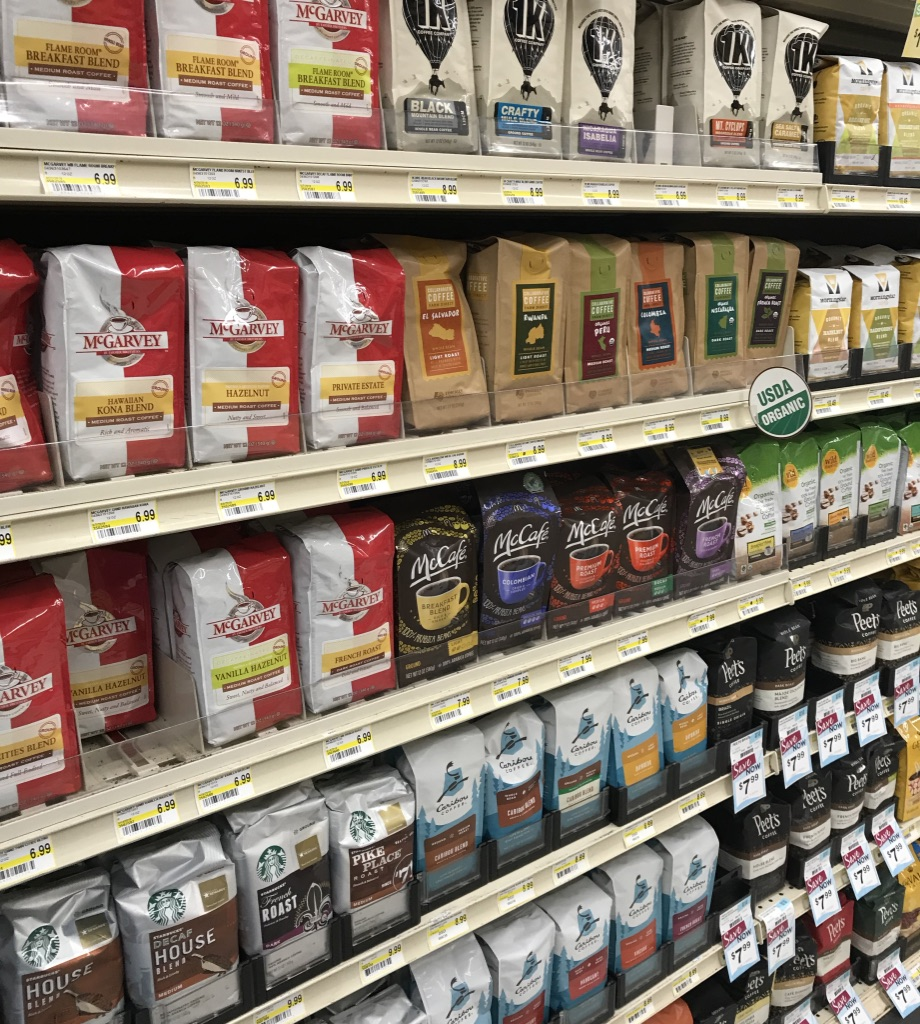
Sacos pré-embalados de grãos de café e café moído no supermercado

Sacos menores são usados pelos consumidores para grãos de café ou para café moído. Os sacos de várias camadas e gráficos altos substituíram amplamente as latas de aço (latas) para o café moído de consumo. Há uma tendência de que a pressão do dióxido de carbono se acumule nesses sacos de barreira. Válvulas de alívio de pressão especiais foram desenvolvidas para aliviar a pressão sem deixar a atmosfera entrar nos sacos. As válvulas são seladas a quente ou fixadas por adesivo. As sacolas não são prontamente recicláveis, mas se comparam favoravelmente em estudos de ciclo de vida com latas de metal em questões mais amplas.

### Exemplos

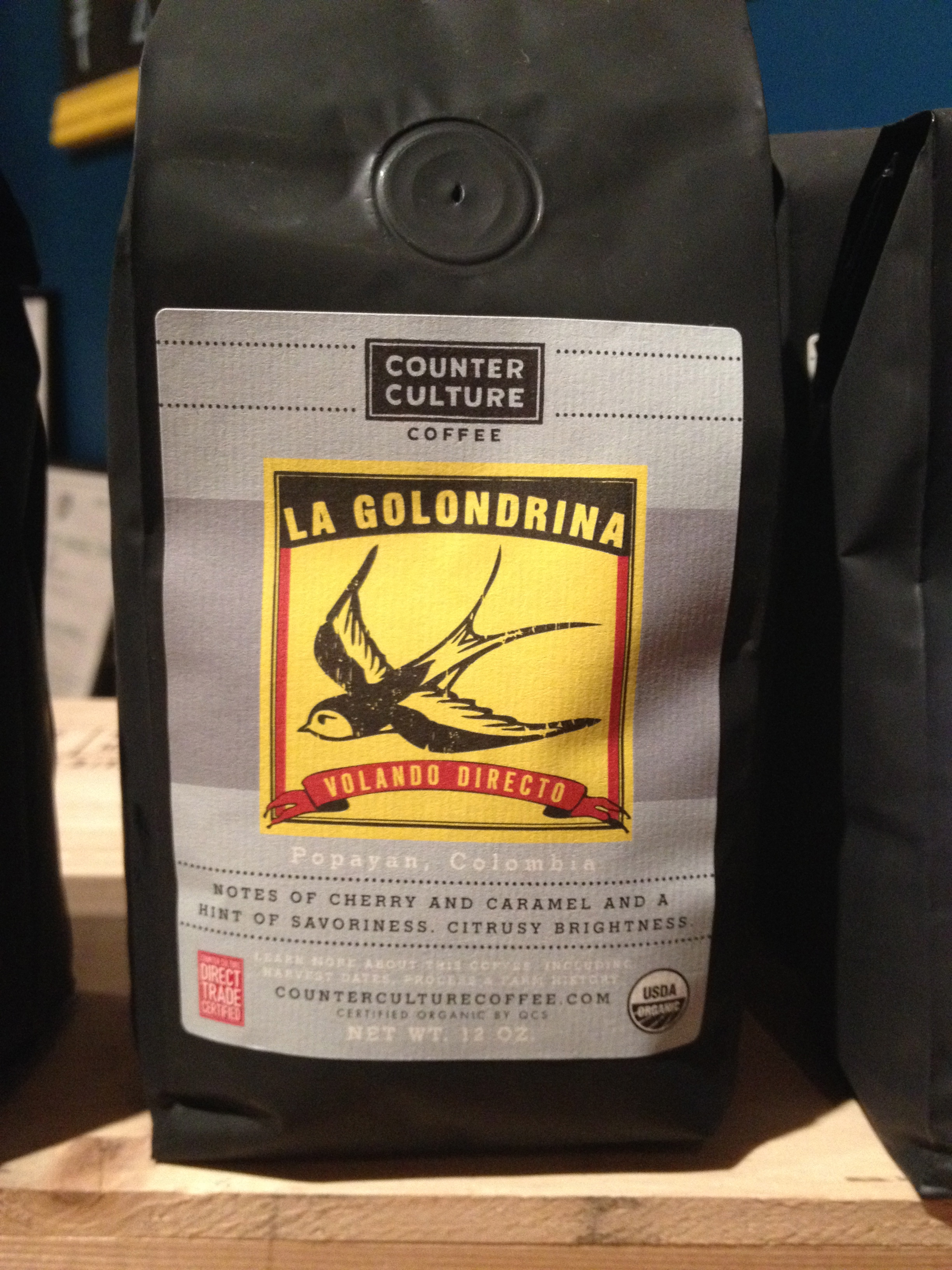
Saco plástico multicamada com válvula de alívio de pressão
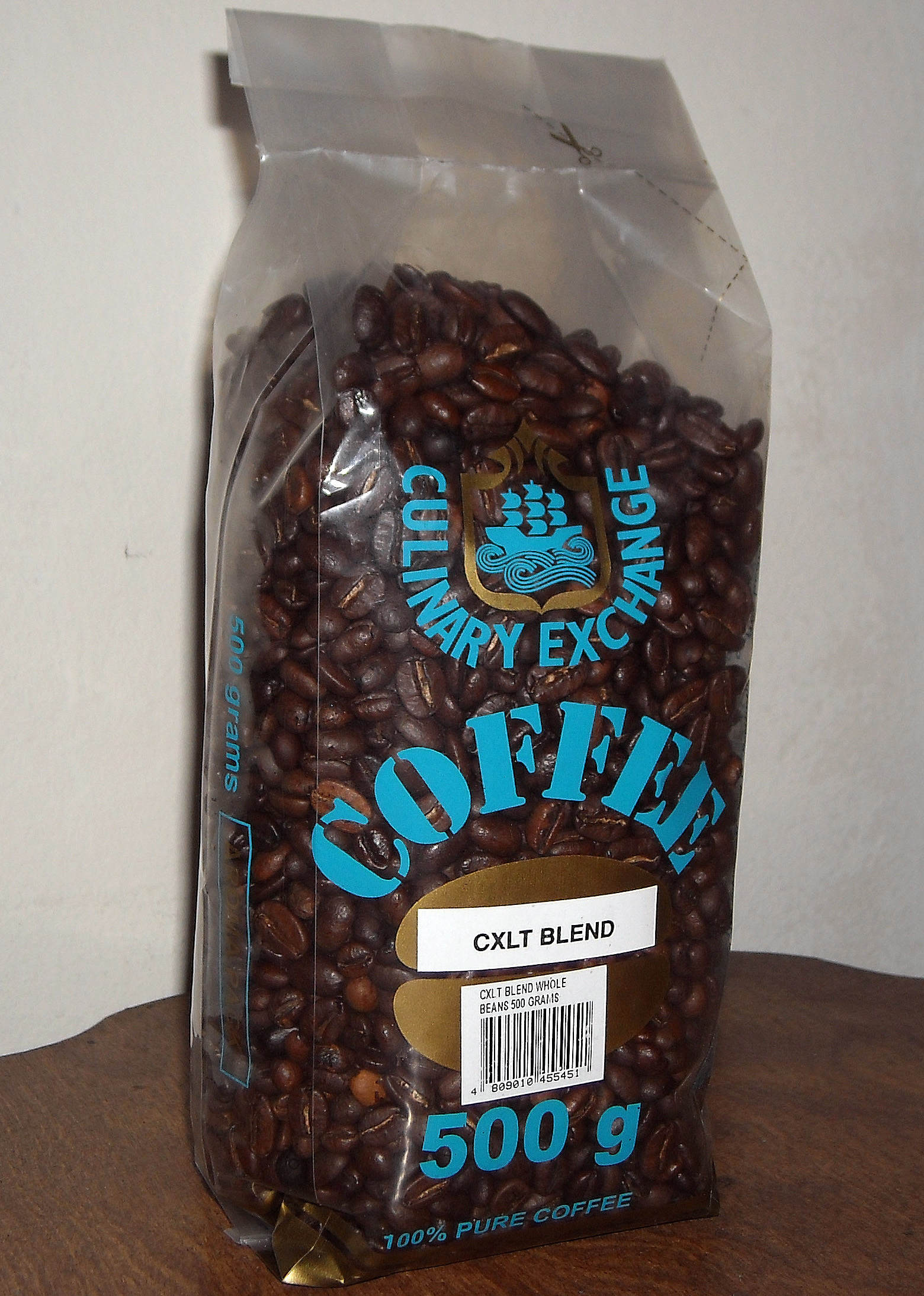
Grãos de café em saco plástico comprado em mercearia local
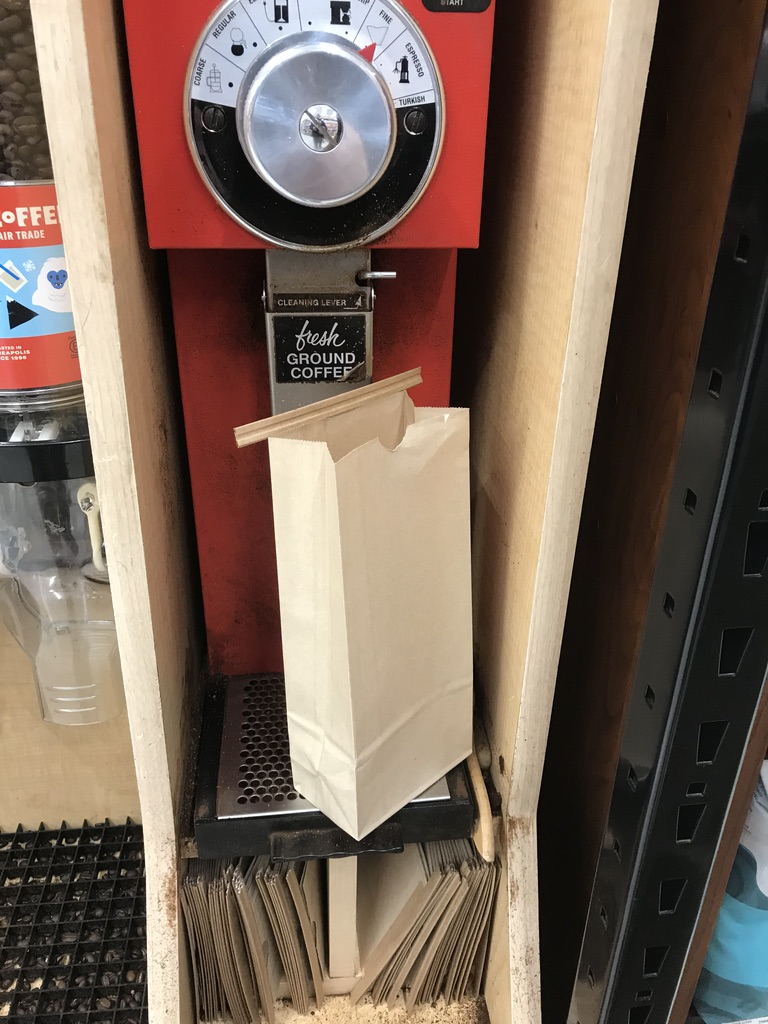
Moedor de café na mercearia com saco de papel para café moído